# Iglesia de San Lázaro del Camino (Oviedo)
La Iglesia de San Josín Lázaro del Camino es un templo muy austero de la ciudad asturiana de Oviedo, conocido popularmente en el barrio como la iglesia de la “Josela” (España).

## Historia
El barrio de San Lázaro figura en la documentación ya en el año 1146, cuando se habla de La Malatería de Cervielles, nombre primitivo del lugar.
En el barrio hubo una malatería que fue derruida en 1928, incluyendo una capilla construida en el siglo XIII, de estilo románico.
La parroquia actual fue creada en 1968, siendo el sacerdote Celestino Castañón el primer párroco, reclamado por el monseñor Tarancón para su creación. Inicialmente, las misas se realizaban en el pasillo de la escuela del Ave María, en la calle Fumaxil.
Durante 15 años se mantuvo así la situación, hasta que el primer domingo de junio de 1983 fue inaugurada la nueva iglesia, situada en el polígono de Otero. El arquitecto fue Enrique Casares, y la denominación de la nueva parroquia fue la de San Lázaro de Otero, aunque en 1990 se regresó al nombre original de San Lázaro del Camino.

## Galería

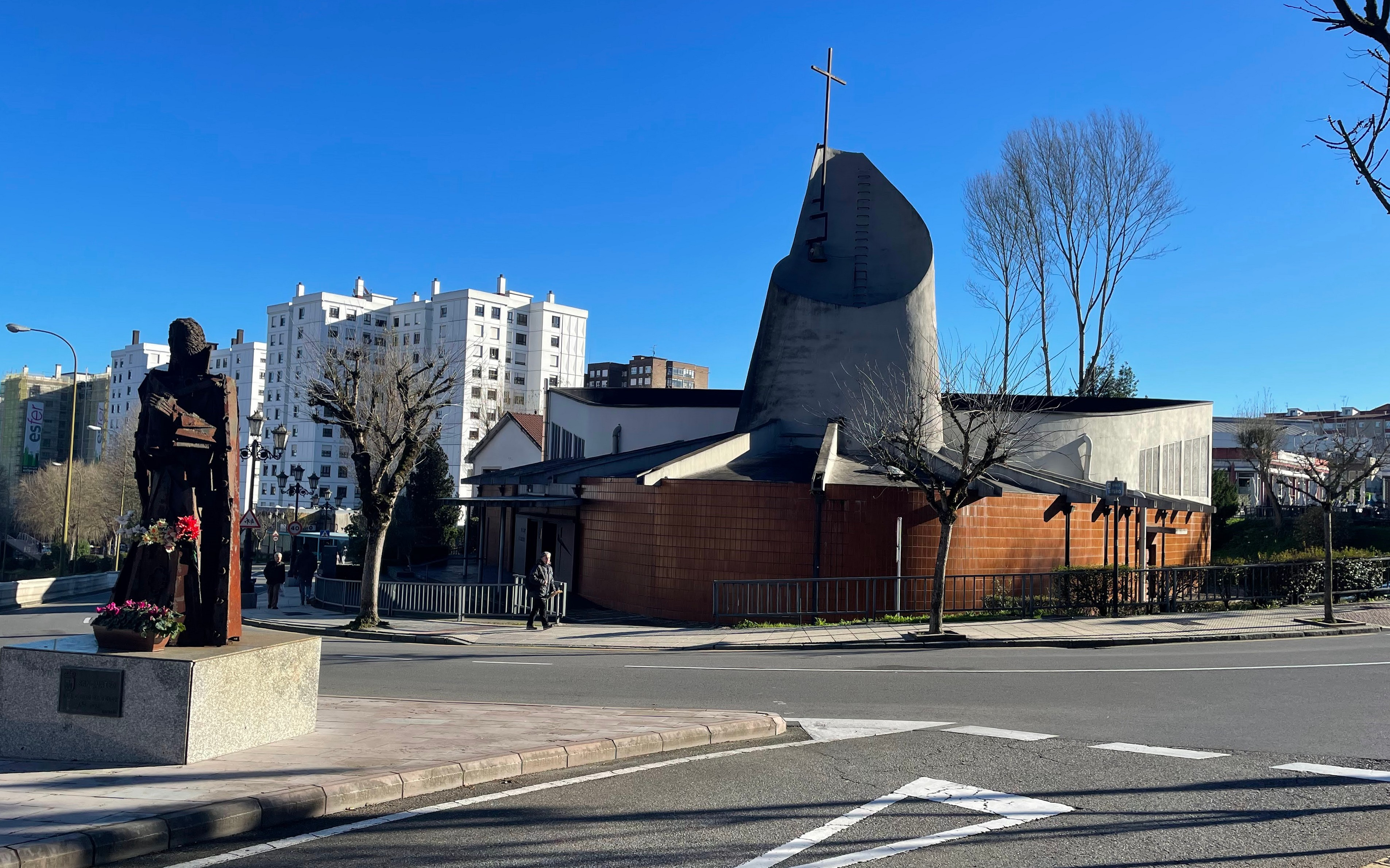
Vista frontal
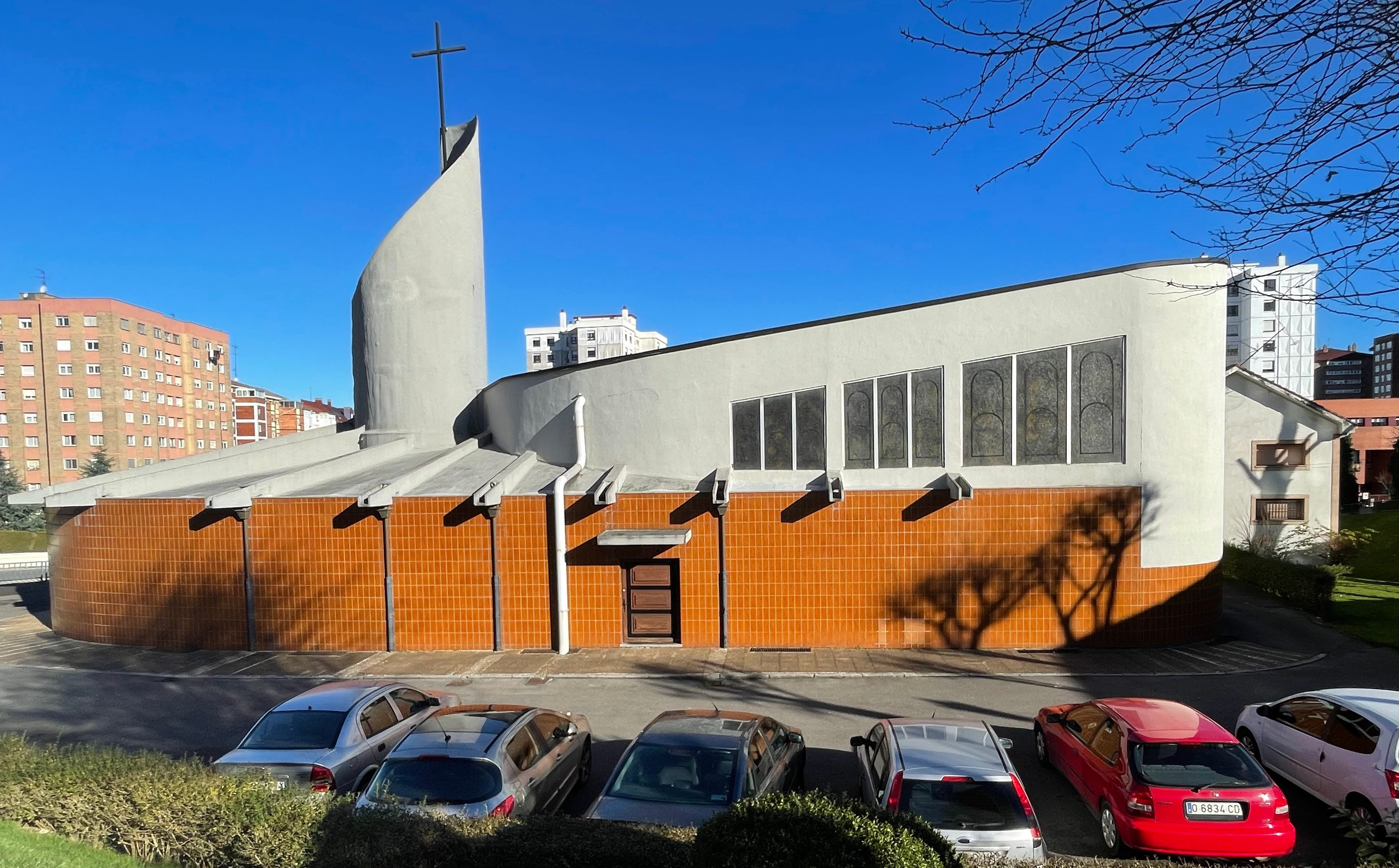
Vista lateral